# Jan Kůrka
Jan Kůrka (Pelhřimov, 29 maggio 1943) è un ex tiratore a segno cecoslovacco, dal 1993 ceco.

## Palmarès

### Olimpiadi
- 1 medaglia:
  - 1 oro (Città del Messico 1968 nella carabina 50 metri a terra)